# شربان کانتاکوزینو
شربان کانتاکوزینو (رومانیایی: Șerban Cantacuzino؛ ‏ تلفظ رومانیایی: [ʃerˈban kantakuziˈno]؛ زادهٔ ۱۶۳۴/۱۶۴۰ – ۲۹ اکتبر ۱۶۸۸) فرمانروا و شاهزادهٔ والاچیا در سال‌های ۱۶۷۸ تا ۱۶۸۸ بود.
وی در کارزار جنگی امپراتوری عثمانی شرکت داشت که به شکست آنها در نبرد وین منتهی شد. طرح لشکرکشی به قسطنطنیه و بیرون راندن ترک‌ها از اروپا از او بود و قرار بود که نیروهای اروپایی از او حمایت کنند.
او نخستین کسی است که در دوران کمبود مواد غذایی، دانهٔ ذرت را به والاچیا و رومانی امروزی آورد. وی همچنین چندین مرکز چاپ فشاری برپا کرد و اولین نسخهٔ رومانیایی کتاب مقدس را در سال ۱۶۸۸ میلادی به چاپ رساند. با نفوذ او، زبان اسلاوی (زبان اسلاوی کلیسایی باستان) نیز سرانجام به‌طور رسمی از عبادت حذف شد و زبان رومانیایی جایگزین آن شد. او همچنین نخستین مدرسهٔ رومانیایی را در بخارست بنیان نهاد.
مرگ ناگهانی او سبب گمانه‌زنی‌هایی دربارهٔ احتمال مسمومیتش توسط بویار گردید؛ چرا که اطرافیان و به‌خصوص برادر و برادرزاده‌هایش از پروژه‌های بزرگ، غیرواقعی و خطرناک او نگران و منزجر بودند. بازیگر رومانیایی شربان کُنستانتین کانتاکوزینو از نوادگان او بود.